# Lespedeza thunbergii
Lespedeza thunbergii là một loài thực vật có hoa trong họ Đậu. Loài này được (DC.) Nakai miêu tả khoa học đầu tiên.

## Hình ảnh

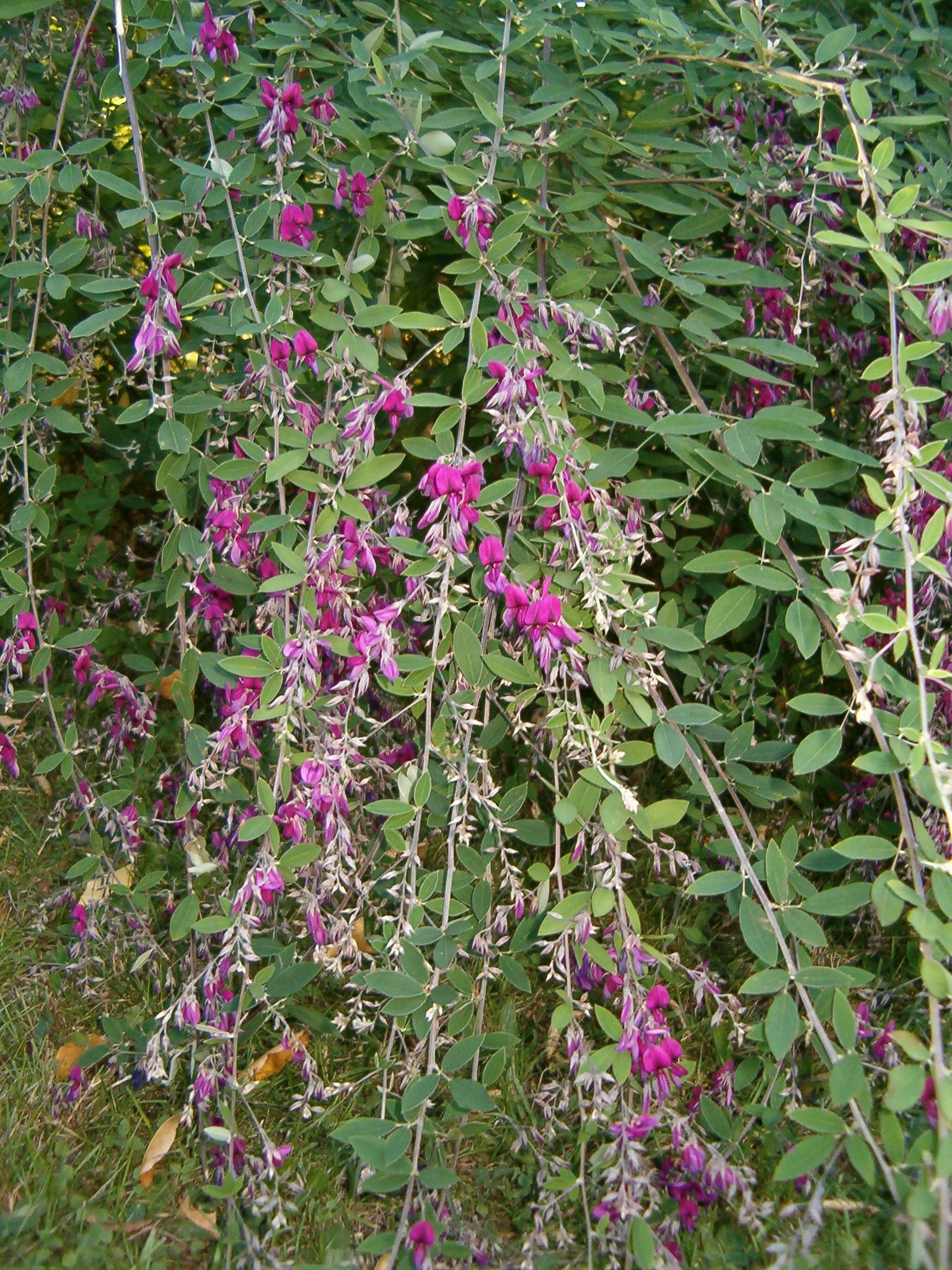
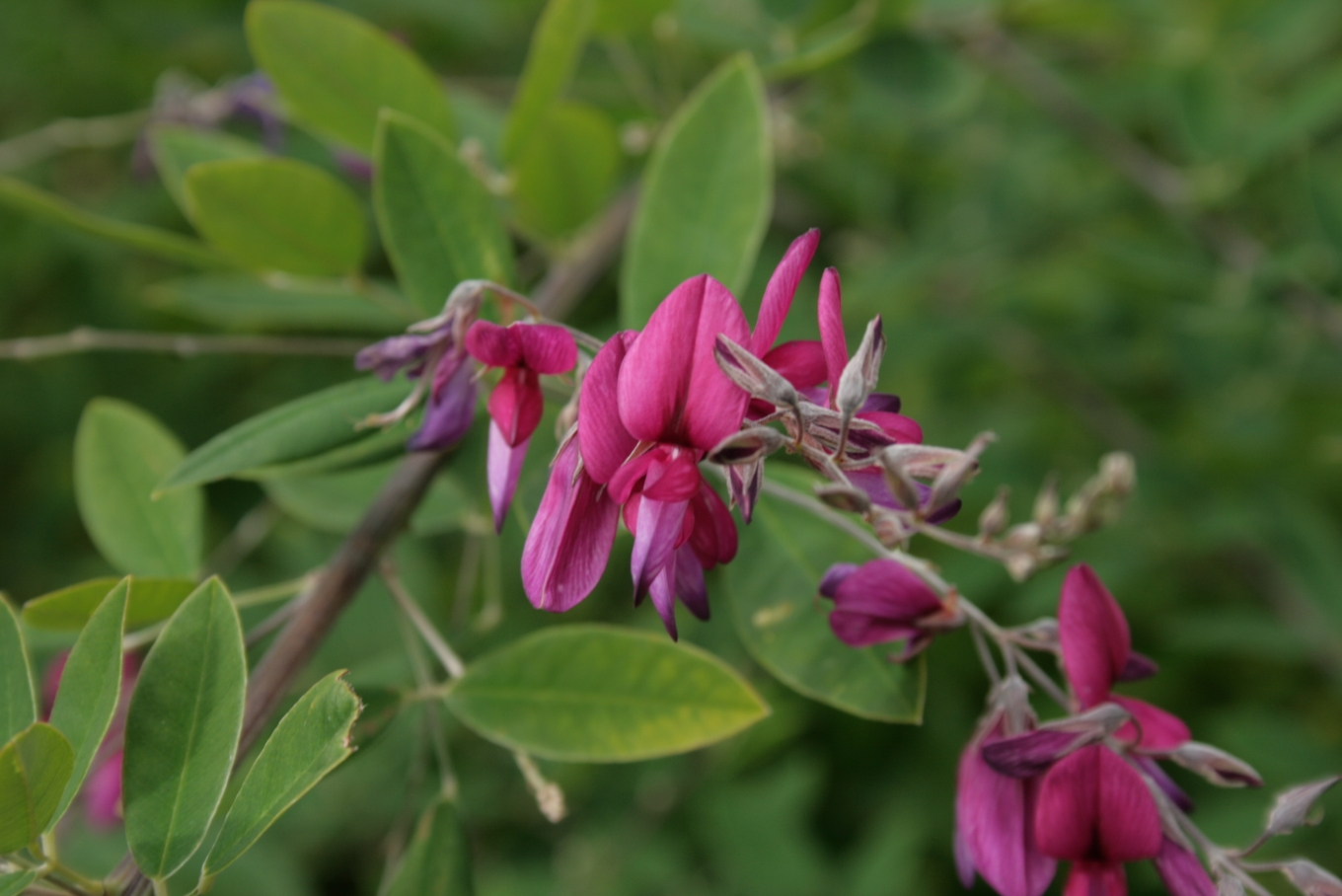
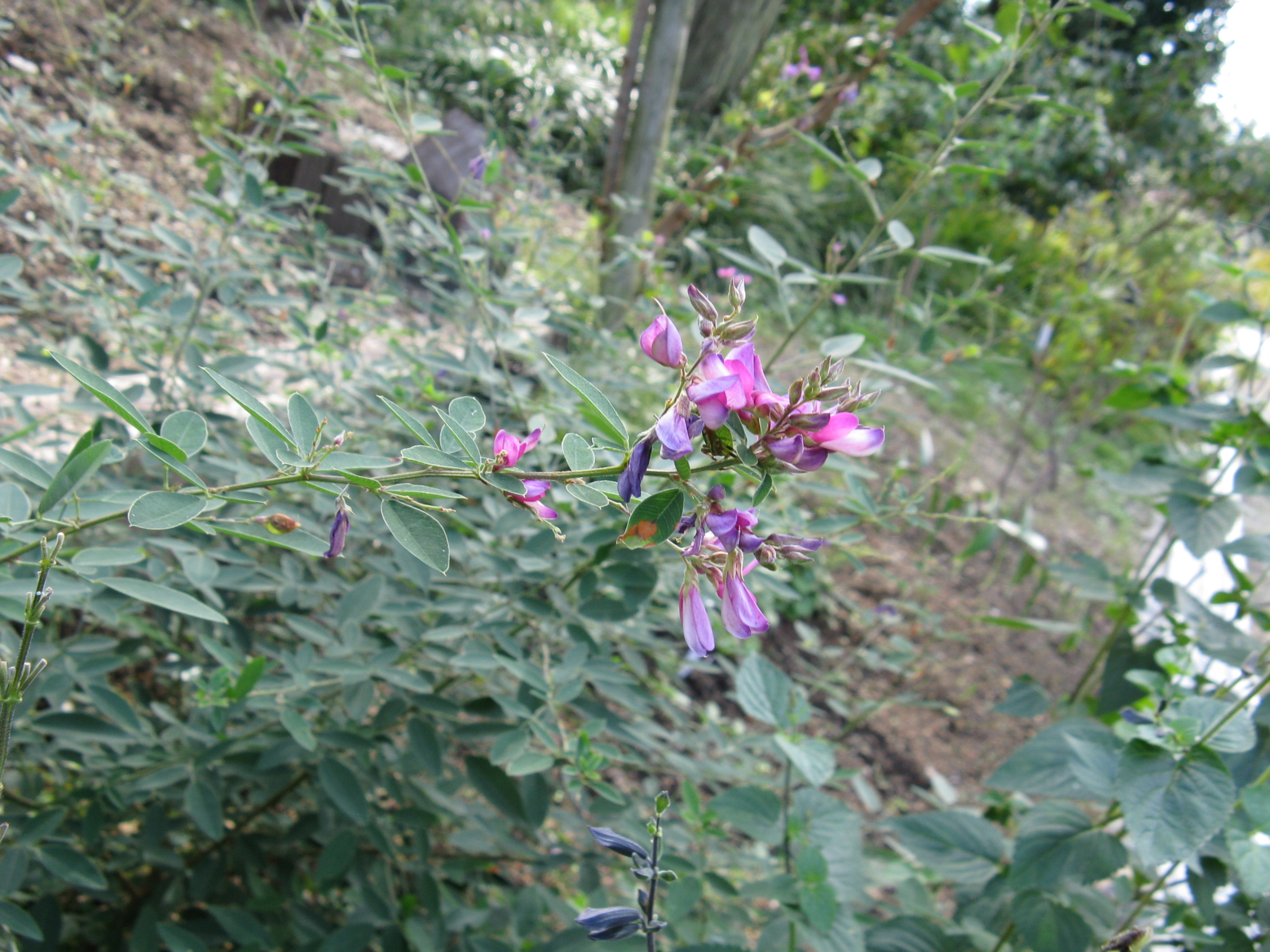